# Rewolucja filipińska (1896–1898)
Rewolucja filipińska – konflikt toczony w latach 1896–1898 pomiędzy Katipunan – organizacją walczącą o niepodległość Filipin a hiszpańskimi władzami kolonialnymi.

## Przyczyny rewolucji
Do momentu wybuchu rewolucji, hiszpańska jurysdykcja na archipelagu filipińskim trwała już ponad trzysta lat. Władzę sprawowały tu rząd kolonialny z siedzibą w Manili oraz duchowni (tzw. frailocracia). Ucisk ludności cywilnej stawał się coraz bardziej dokuczliwy. W wieku XIX wielokrotnie dochodziło do wybuchu rewolt Filipińczyków niezadowolonych z wysokich podatków oraz przymusowej pracy. Hiszpanie stosowali strategię dziel i rządź, wykorzystując konflikty plemienne, rekrutowali członków poszczególnych prowincji do walk przeciwko powstańcom.
Oprócz spraw gospodarczych jednym z powodów rewolty była egzekucja trójki filipińskich duchownych: Mariano Gómeza, José Burgosa i Jacinto Zamory, zwolenników reform, które spotkały się z gwałtownym sprzeciwem mnichów hiszpańskich. Cała trójka została aresztowana i po krótkim procesie stracona w dniu 17 lutego 1872 r. w Manili przy użyciu garoty. Egzekucja wzburzyła Filipińczyków, powstały nowe organizacje narodowe, m.in. La Liga Filipina.

## Początek rewolucji
Nocą 7 lipca 1892 r. członkowie La Liga Filipina zebrali się w jednym z domów w Calle Azcarraga (obecnie Claro M. Recto Avenue) zakładając organizację Katipunan. Głównym hasłem organizacji było całkowite wyzwolenie narodu. Spiskowcy zbierali fundusze na zakup broni, wydawali też patriotyczną broszurę Kalayaan (Wolność). W krótkim czasie organizację zasilili nowi członkowie, którzy propagowali idee wolnościowe w innych prowincjach kraju. Z początkowej liczby 300 członków w roku 1892, organizacja rozrosła się do 30 000 osób w roku 1896. W jej skład wchodziły też kobiety, a pierwsza z nich przystąpiła do Katipunan w roku 1893.

Flaga Katipunan

W roku 1896 doszło do gwałtownego sporu pomiędzy dwoma członkami organizacji: Teodoro Patiño i Apolonio dela Cruzem. Niezadowolony Patiño zdradził tajemnice ruchu Katipunan swojej siostrze Honorii, zakonnicy, która następnie przekazała je hiszpańskiemu księdzu Mariano Gilowi. Duchowny natychmiast poinformował hiszpańskie władze, które rozpoczęły śledztwo, aresztując wielu członków organizacji. Część z nich została stracona. Przywódcom Katipunan udało się zbiec i wydać odezwę do narodu, w której wzywano obywateli do walki o niepodległość kraju. Był to początek rewolucji.
Do pierwszego starcia zbrojnego pomiędzy hiszpańskimi kolonistami a niewielkim oddziałem Katipunan doszło pod Pasong Tamo w Caloocan. Starcie zakończyło się symbolicznym zwycięstwem rewolucjonistów. Do pierwszej większej bitwy doszło wkrótce pod San Juan del Monte w rejonie Manili. Początek starcia należał do rewolucjonistów, dopiero po nadejściu oddziałów gubernatora Ramóna Blanco, Filipińczycy zostali pokonani, tracąc wielu zabitych. Oddział musiał wycofać się do Mandaluyong.

## Śmierć José Rizala

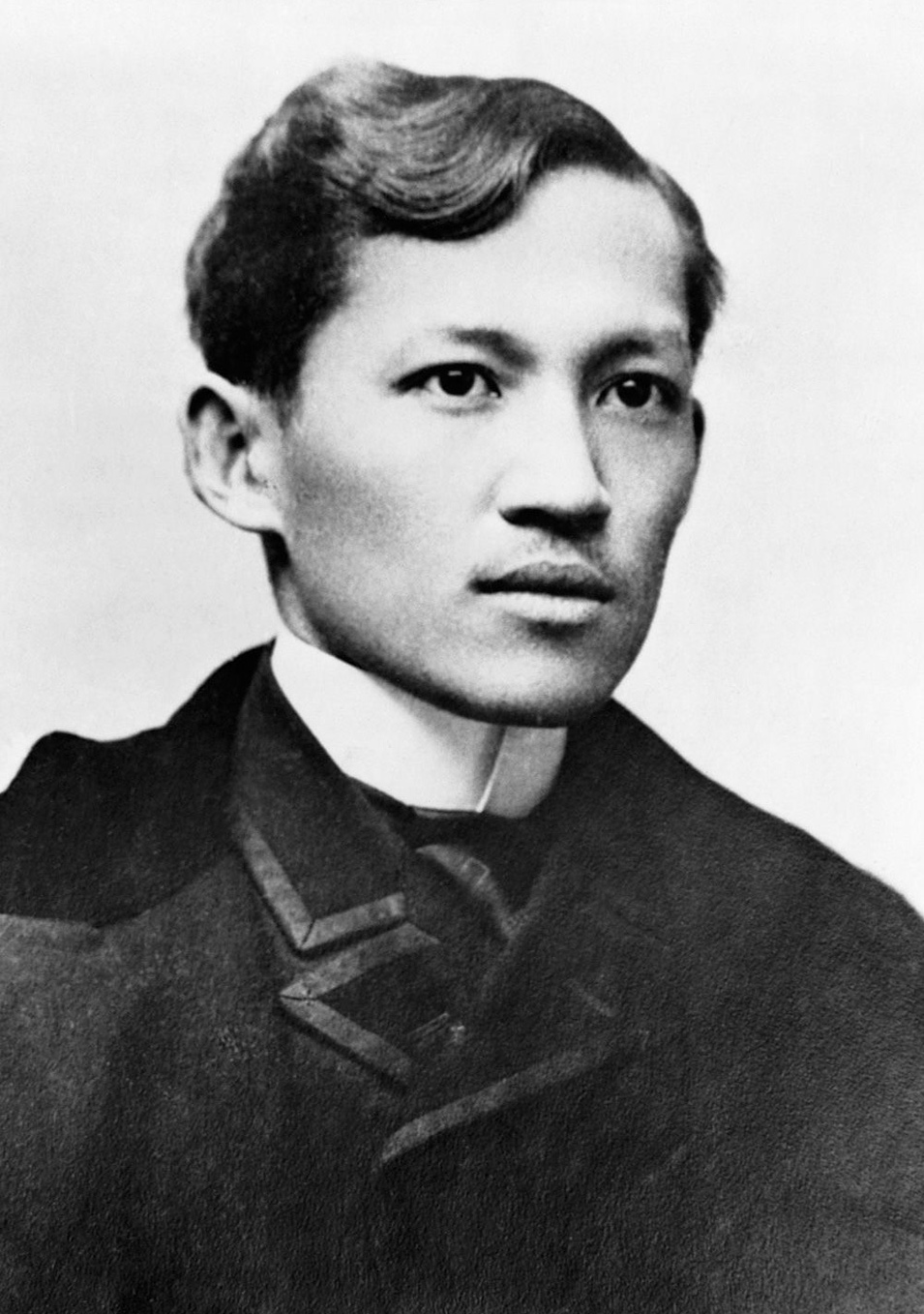
José Rizal

Po porażce w bitwie pod San Juan (obecnie Pinaglabanan co oznacza Pole Bitwy) do rewolucji przyłączyły się rzesze ochotników z innych prowincji. Hiszpański gubernator Ramón Blanco podjął wówczas decyzję o wprowadzeniu stanu wyjątkowego w ośmiu prowincjach filipińskich: Manili, Bulacan, Cavite, Pampanga, Tarlac, Laguna, Batangas i Nueva Ecija. Na późniejszej fladze Filipin prowincje te symbolizowane były jako osiem promieni słońca. Doszło do kolejnych aresztowań. Wielu powstańców poddano torturom i stracono w więzieniach. Jednym z orędowników niepodległości był lekarz José Rizal, który udał się na Kubę, gdzie zamierzał brać udział w toczącej się równolegle rewolucji w tym kraju. W trakcie rejsu Hiszpanie zawrócili okręt, który popłynął do Manili. Rizala aresztowano, po czym przewieziono do twierdzy Fuerza de Santiago. Dnia 30 grudnia 1896 r. działacz został stracony w Bagumbayan w Manili. Pomimo że lekarz nie popierał początkowo konfrontacji zbrojnej z Hiszpanami, z powodu swoich przekonań i bohaterskiej śmierci stał się szybko jednym z bohaterów rewolucji. Jego egzekucja wzburzyła tysiące Filipińczyków, którzy zdecydowani byli kontynuować walkę.

## Konflikt w Cavite

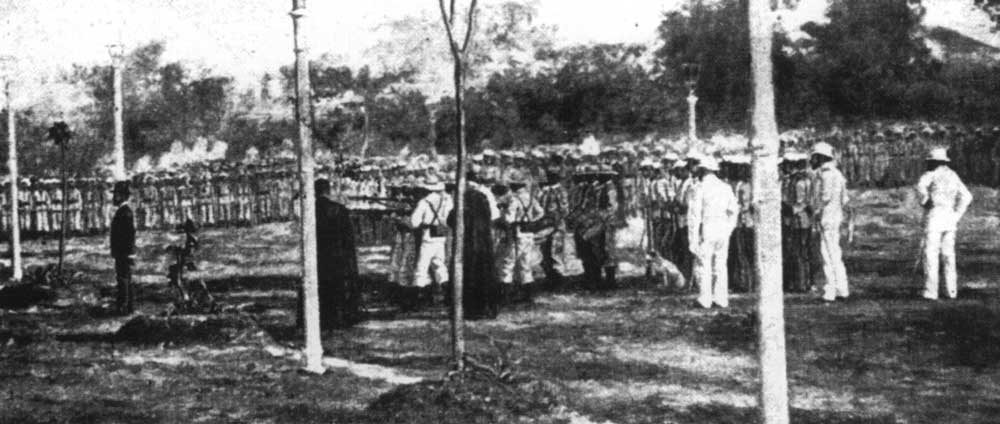
Egzekucja Rizala

W połowie 1896 r. doszło do walk w prowincji Cavite. Jedna z grup rewolucyjnych dowodzona przez młodego generała Emilio Aguinaldo odniosła kilka niewielkich zwycięstw nad Hiszpanami m.in. pod Imus dnia 1 września 1896 r. Wkrótce też doszło do konfliktu pomiędzy poszczególnymi frakcjami rewolucyjnymi (Andrésem Bonifacio, Aguinaldo i Mariano Álvarezem) na tle dalszej strategii i dowodzenia. W rezultacie Hiszpanie wykorzystując sytuację na prowincji ponownie przejęli nad nią władzę. Chcąc ponownie przywrócić jedność w szeregach rewolucjonistów, frakcje rozpoczęły negocjacje zakończone porozumieniem w dniu 27 marca 1897 r. w Tejeros. Andrés Bonifacio otrzymał obietnicę objęcia prezydentury, miał jednak wielu przeciwników politycznych, którzy zarzucali mu pochodzenie i brak wykształcenia. Po konflikcie z przeciwnikami politycznymi Bonifacio opuścił Tejeros. Następnego dnia urząd prezydencki objął Aguinaldo.

## Śmierć Andrésa Bonifacio

Emilio Aguinaldo

Po opuszczeniu obrad Bonifacio oraz popierający go oficerowie udali się do Naic, kontynuując politykę antyprezydencką. Na wieść o tym Aguinaldo wydał rozkaz aresztowania swojego przeciwnika i jego zwolenników. Do Limbon, w którym przebywała cała grupa spiskowców wysłano oddział wojska. Doszło do wymiany strzałów, w wyniku której Bonifacio i jego brat Procopio zostali ranni, a drugi z braci – Crispulo poniósł śmierć. Rannych przewieziono do Naic, gdzie obu postawiono przed trybunałem i skazano na karę śmierci za zdradę. Egzekucja miała miejsce dnia 10 maja, ciała straconych pochowano w płytkim grobie, przykrywając go kilkoma gałęziami.

## Biak-na-Bato

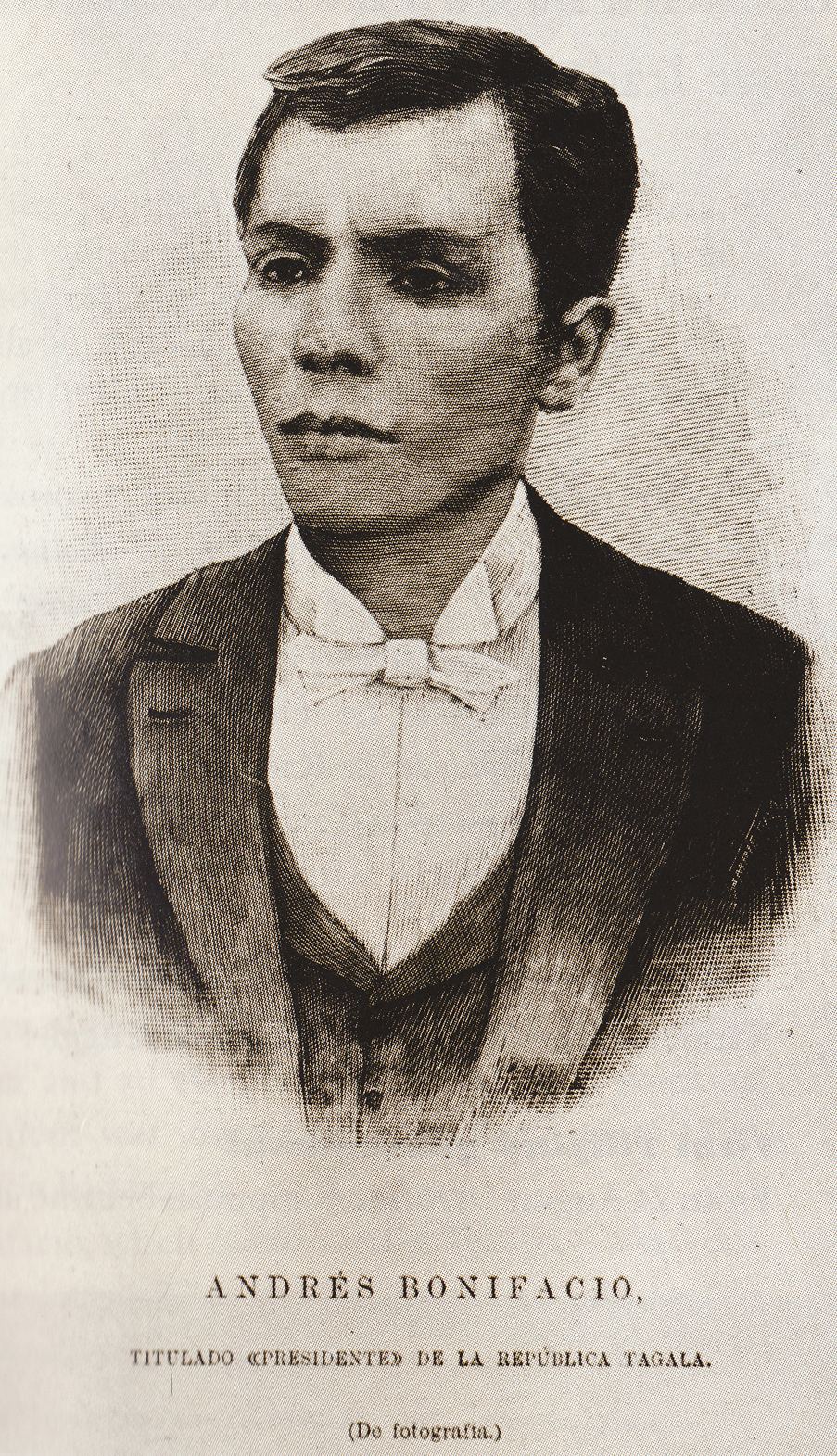
Andrés Bonifacio

W roku 1897 Hiszpanie znacznie wzmocnili swoje siły na Filipinach, pozyskując nowych rekrutów, z pomocą których odbito większość miejscowości w Cavite. Wyparcie Katipunan umożliwiła sytuacja wewnątrz organizacji po śmierci Bonifacio. Wiele lojalnych mu miast odmówiło walki po stronie nowego prezydenta. Nie odstraszyło to jednak Aguinaldo od kontynuowania rewolucji. Oddziały rewolucjonistów pomaszerowały na północ w do Biak-na-Bato w rejonie Bulacan. Tutaj ogłoszono powstanie państwa rewolucyjnego pod nazwą Republiki Biak-na-Bato. Rozpoczęto też prace nad tworzeniem projektu nowej konstytucji bazującej na ówczesnej konstytucji kubańskiej.
Nowy hiszpański gubernator Fernando Primo de Rivera nie widząc szans na zakończenie walk z rebeliantami podjął decyzję o zawarciu pokoju z Filipińczykami. W rozmowach, po stronie hiszpańskiej wziął udział adwokat Pedro Paterno, który przez cztery miesiące podróżował w obie strony na linii Manila – Biak-na-Bato. W dniach 14–15 grudnia 1897 r. obie strony podpisały pakt w Biak-na-Bato umożliwiający amnestię dla wszystkich biorących udział w rewolucji. Przywódcy powstania mogli bezpiecznie udać się na wygnanie do Hongkongu po uprzednim wypłaceniu im wysokiej kwoty pieniężnej. Po zawarciu porozumienia Aguinaldo i 25 wysokich rangą dowódców z kwotą 400 000 Pesos udali się do Hongkongu. Na skutek toczonych dalej walk w innych rejonach kraju, Hiszpanie nie wprowadzili jednak amnestii generalnej i nie wypłacili kolejnych rat pieniężnych.

## Dalsze walki

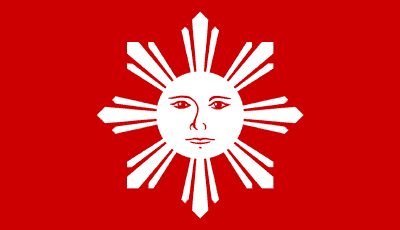
Flaga Republiki Biak-na-Bato

Zawartego porozumienia nie poparło wielu dowódców oddziałów rewolucyjnych na prowincji. Jednym z nich był generał Francisco Makabulos. W konsekwencji doszło do wybuchu kolejnych walk w kraju. Rozpoczęły się ponownie aresztowania oraz torturowanie więźniów. Niewywiązanie się Hiszpanów z punktów porozumienia, wzbudziło w przebywających na wygnaniu przywódcach rewolucji, ponowną gotowość do walki o niepodległość kraju. Aquinaldo zorganizował skup broni i amunicji, planując opanowanie Manili.

## Powrót Aguinaldo
Po wybuchu wojny amerykańsko-hiszpańskiej w roku 1898 w dniu 25 kwietnia flota amerykańska popłynęła w rejon Manili. 1 maja doszło do bitwy morskiej w Zatoce Manilskiej, w wyniku której Amerykanie całkowicie zniszczyli flotę hiszpańską admirała Patricio Montojo. W międzyczasie doszło do spotkania Aguinaldo z konsulem USA w Hongkongu, który namawiał prezydenta do kontynuowania rewolucji i powrotu do kraju. Z pomocą Amerykanów Aguinaldo w dniu 19 maja 1898 r. pojawił się w Cavite. Powrót przywódcy rewolucji spotkał się z entuzjazmem rewolucjonistów, którzy opowiedzieli się po jego stronie. W czerwcu w rękach Filipińczyków znalazła się wyspa Luzon z wyjątkiem Manili i portu w Cavite. Rozpoczęto oblężenie Manili, odcinając Hiszpanów od dostaw żywności i wody. Dnia 12 czerwca 1898 proklamowano niepodległość Filipin. Proklamowanie niepodległości nie zakończyło walk na Filipinach. W roku 1899 doszło do kolejnych walk o Manilę, tym razem z Amerykanami. Dnia 29 listopada 1899 r. ostatecznie zatwierdzono projekt konstytucji filipińskiej. Dwa dni później proklamowano powstanie Republiki Filipin (tzw. Pierwsza Republika lub Republika w Malolos), z oficjalnym prezydentem Emilio Aguinaldo.